# Marisa Volpi
Marisa Volpi (Macerata, 19 de agosto de 1928 – Roma, 13 de mayo de 2015) fue una historiadora de arte y escritora italiana.

## Biografía
Aunque nació en Macerata en 1928, Volpi se crio en Roma donde estudio en el Instituto Giulio Cesare. Se graduó con una tesis de filosofía en la Universidad de Roma La Sapienza en 1952 y más tarde se especializaría en historia del arte en Florencia en 1956 con el historiador Roberto Longhi. Volpi daría clases en las universidades de Cagliari y Roma. Volpi se especializó en los siglos XVII y XVIII y arte contemporáneo y escribió estudios al Impresionismo, al simbolismo y al expresionismo. Volpi dio clases hasta 2003. En 2004, fue nombrada Profesora emérita de Historia de Arte Contemporáneo.
Volpi se casó con Ferdinando Orlandini y a menudo publicaba con el nombre de "Volpi Orlandini". En 1966 Volpi fue la procuradora de exposiciones de artistas italianos y extranjeros en la Galería Editalia en via del Corso en Roma. Desde 1978 Volpi compaginó la labor de ser profesora universitaria, crítica de arte e historiadora con el de escritora. Comenzó a escribir ficción para revistas como "Paragone" y "New topics" antes de publicar en libros. En 1986 ganó el Premio Viareggio de ficción.